# Vitichi (plaats)

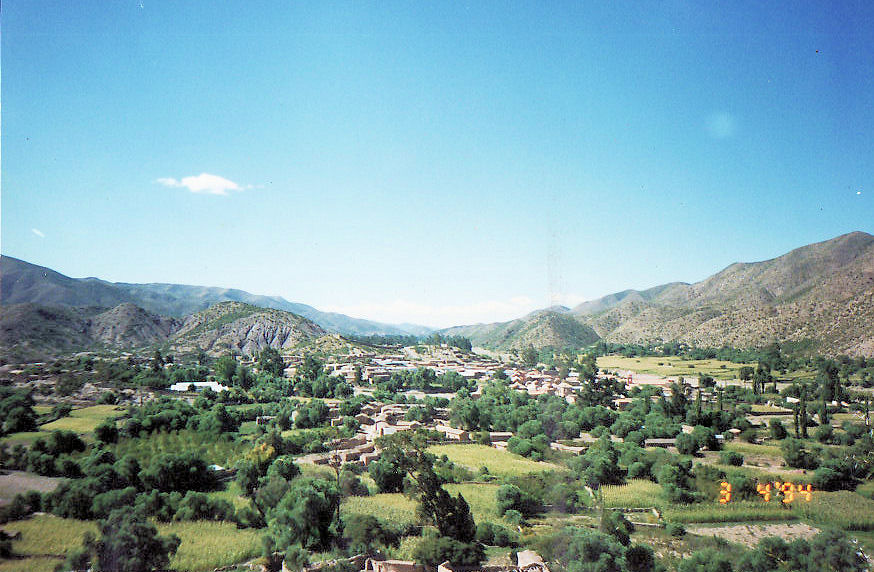
Vitichi

Vitichi is een plaats in het departement Potosí in Bolivia. Het is de hoofdplaats van de gemeente Vitichi in de provincie Nor Chichas. 